# フィラデルフィア憲法制定会議

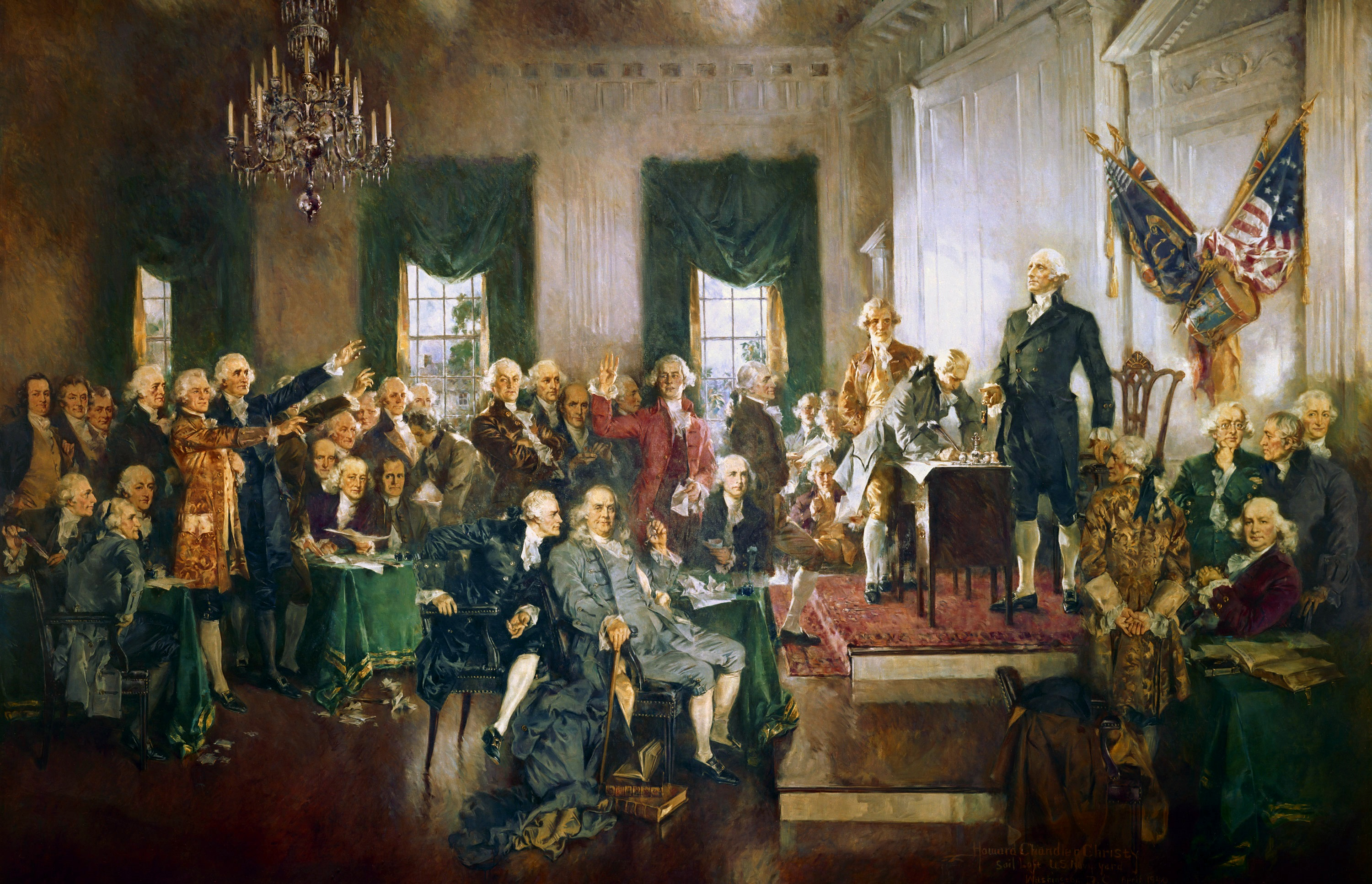
アメリカ合衆国憲法に署名する様子
by Howard Chandler Christy

フィラデルフィア憲法制定会議（フィラデルフィアけんぽうせいていかいぎ、英：Philadelphia Convention、その他、Constitutional Convention, Federal Convention, Grand Convention at Philadelphia 等）とは、1787年5月25日から9月17日までの間にペンシルベニア州フィラデルフィアで開催され、イギリスからの独立後に連合規約下で運営されていたアメリカ合衆国を統治するための問題を討議した会議である。当初は、連合規約の改定のみを意図していたとされるが、その提唱者達、とりわけ、中心となったジェームズ・マディソンとアレクサンダー・ハミルトンは、当初から現存する政府を「修正する」のではなく、新しい政府を創設することを意図していた。会議の結果はアメリカ合衆国憲法となって結実した。この会議はアメリカ合衆国の歴史の中でも中心となる出来事の1つである。

## 歴史上の位置付け
アメリカ合衆国憲法が起草される以前、13植民地は第二次大陸会議が制定した連合規約の下で運営されており、結果的にアメリカ合衆国連邦政府が解決できないような邦間の深い亀裂を生んでいた。1786年1月21日、バージニア邦議会はジェームズ・マディソンの提案に従い、メリーランド州アナポリスに各邦の代議員を派遣するよう招聘して、これら邦間の紛争を減らすための方法を話し合った。アナポリス会議と呼ばれるようになったこの会議に出席した何人かの邦代議員が、1787年5月にフィラデルフィアで全邦代議員が集まり、「全体会議」で連合規約を改定する方法を議論することを要求するという動議を承認した。

## 代議員
憲法を起草した55人の代議員には、新しい国の最も傑出した指導者達、すなわちアメリカ合衆国建国の父達が含まれていた。この会議のときにフランスにいたトーマス・ジェファーソンはこの代議員達を「半神」の集まりと特徴付けた。ジョン・アダムズもヨーロッパにいたため出席しなかったが、代議員達を勇気づける手紙を送った。パトリック・ヘンリーは、「フィラデルフィアで君主制に向かっているような胡散臭さを感じた」という理由で欠席、ロードアイランド邦は会議に代議員を派遣することを拒否した。
コネチカット邦
- オリバー・エルスワース*
- ウィリアム・サミュエル・ジョンソン
- ロジャー・シャーマン

デラウェア邦
- リチャード・バセット
- ガニング・ベッドフォード・ジュニア
- ジェイコブ・ブルーム
- ジョン・ディキンソン
- ジョージ・リード

ジョージア邦
- エイブラハム・ボールドウィン
- ウィリアム・フュー
- ウィリアム・ヒューストン*
- ウィリアム・ピアス*

メリーランド邦
- ダニエル・キャロル
- ルーサー・マーティン*
- ジェイムズ・マクヘンリー
- ジョン・フランシス・マーサー*
- ダニエル・オブ・セントトマス・ジェニファー

マサチューセッツ邦
- エルブリッジ・ゲリー*
- ナサニエル・ゴーラム
- ルーファス・キング
- ケイレブ・ストロング*

ニューハンプシャー邦
- ニコラス・ギルマン
- ジョン・ラングドン

ニュージャージー邦
- ディビッド・ブリアリ
- ジョナサン・デイトン
- ウィリアム・ヒューストン*
- ウィリアム・リビングストン
- ウィリアム・パターソン

ニューヨーク邦
- アレクサンダー・ハミルトン
- ジョン・ランシング・ジュニア*
- ロバート・イェーツ*

ノースカロライナ邦
- ウィリアム・ブラウント
- ウィリアム・リチャードソン・ディビー*
- アレクサンダー・マーティン*
- リチャード・ドブス・スペイト
- ヒュー・ウィリアムソン

ペンシルベニア邦
- ジョージ・クライマー
- トマス・フィッツサイモンズ
- ベンジャミン・フランクリン
- ジャレド・インガソル
- トマス・ミフリン
- ガバヌーア・モリス
- ロバート・モリス
- ジェイムズ・ウィルソン

サウスカロライナ邦
- ピアス・バトラー
- チャールズ・コーツワース・ピンクニー
- チャールズ・ピンクニー
- ジョン・ラトリッジ

バージニア邦
- ジョン・ブレア
- ジェームズ・マディソン
- ジョージ・メイソン*
- ジェイムズ・マックラーグ*
- エドムンド・ランドルフ*
- ジョージ・ワシントン
- ジョージ・ワイス*

ロードアイランド邦
ロードアイランド邦は会議に代議員を派遣することを拒否した。
(*)印はアメリカ合衆国憲法最終稿に署名しなかったことを示す。

## 会議
1700年代後半、国内旅行は困難を伴ったために期日の1787年5月14日に現れた代議員の数は大変少なく、定数である7邦が集まったのは5月25日になってからだった。会議はペンシルベニア邦議会議事堂（インデペンデンス・ホール）で招集され、ジョージ・ワシントンが全会一致で会議の議長に選出された。ウィリアム・ジャクソンが書記官に選出されたが、会議の最も完全な記録として残っているのは、マディソンの「1787年の連邦会議における議論ノート」である。

## 審議
新しい国家としての政府形態について幾つかの案が提出された。その中でも重要なものは「大型邦」案とも呼ばれるバージニア案であり、これに対抗して小さな邦の利益を代表する形でニュージャージー案が提出され、最終的にはコネチカット妥協案を概ね採用する形で成案に導かれた。

### バージニア案
会議が始まる前にバージニア邦の代議員が集まり、マディソンの思想、作品およびノートを使いながら「バージニア案」、すなわち「大型邦」案と呼ばれる案に結びつけた。このために、マディソンはアメリカ合衆国憲法の父と呼ばれることがある。バージニア案は5月29日にバージニア邦知事エドムンド・ランドルフが提出し、大変強力な二院制議会を提案した。議会の両院は人口に比例する代議員で構成されるとしていた。下院議員は住民によって選出され、上院議員は下院によって選出されるものとなっていた。行政府は議会の意志を実行することを保証するためだけに存在し、それ故に議会によって選ばれることとされた。バージニア案は司法府も創出しており、行政府と司法府の何人かには拒否権を与えられたが、これは覆されることも可能としていた。

### チャールズ・ピンクニー案
エドムンド・ランドルフがバージニア案作成を終えた直後、サウスカロライナ邦のチャールズ・ピンクニーが独自の案を会議に提出した。ピンクニーは写しを出さなかったので、唯一の証拠はマディソンのノートだけであり、詳細は不明である。その案は13邦間の連邦あるいは盟約となっていた。上院と下院からなる二院制議会がある。下院は住民1,000人に1人の議員とする。下院は上院議員を選出し、上院議員は4年間ローテーションで務め、4つの地域に1人の議員とする。議会は両院合同会議を開いて大統領を選出し、閣僚も指名する。議会は両院合同会議で、邦間の論争について控訴審裁判所として機能する、という案だった。ピンクニーはまた最高連邦裁判所の規定も備えていた。ピンクニー案は議論されなかったが、詳細委員会では参照された可能性がある。

### ニュージャージー案
バージニア案が提案された後で、ニュージャージーの代議員ウィリアム・パターソンがその案を熟考するために休会を求めた。連合規約の下では各邦が完全に平等であり、各邦は議会で1票を持っていた。バージニア案は議会の両院が人口に比例する議員数で構成されており、小さな邦の力を制限する怖れがあった。6月14日と15日に小さな邦の代議員が集まって、バージニア案への回答を作った。その結果がニュージャージー案となり、「小型邦」案とも呼ばれるようになった。
パターソンのニュージャージー案は究極的にバージニア案への反論であり、会議の当初の計画に大変近く、連合規約の中の問題を修正してその改定案になっていた。ニュージャージー案では、現行の連合会議が残るが、課税やその徴集を強制する権限が与えられることになっていた。行政府が作られ、議会によって選出されることになっていた(この案では複数の人物による行政府を認めていた)。行政府は1期を務め邦知事の要請でリコールできるものとされた。またこの案は終身制の司法府も作り行政府に指名されることとした。最後に議会が設定した法は邦法に優越することとなっていた。パターソンが6月15日の会議にその案を報告したとき、最終的には拒絶されたが、小さな邦がその信念に基づいて集まるポイントを与えた。

### ハミルトン案
アレクサンダー・ハミルトンはニュージャージー案にもバージニア案にも満足せず、独自の案を提案した。それはイギリス政府の仕組みに似通っていたためにイギリス案とも呼ばれている。ハミルトンはその案で、邦の主権を奪うことを提唱した。この案では二院制議会とし、下院議員は3年任期で住民によって選ばれるとした。上院議員は住民によって選出された選挙人によって選ばれ、終身任期とした。この案では選挙人に選ばれる終身任期の知事も定め、法案に対する絶対的な拒否権が与えられていた。邦知事は国家議会によって指名されるとし、国家議会は邦法に対して拒否権があるとした。
ハミルトンはその案を6月18日の会議に提出した。この案は良く考えられたものとして受け取られたが、あまりにもイギリスの仕組みに似通っていたためにあまり考慮が払われなかった。

### コネチカット妥協案
コネチカット邦の代議員ロジャー・シャーマンが作成したコネチカット妥協案は6月11日に提案された。シャーマンは「第一院の議員配分はそれぞれの自由住人に比例すべきである。第二院すなわち上院では各邦が1票あるいはそれ以上を持つべきである」と主張した。シャーマンは代議員の間で好かれ尊敬されていたが、その案は当初失敗した。代表問題が決着したのは7月23日のことだった。

## 奴隷制
多くの問題が未解決で残っていた。中でも最も重要な問題は奴隷制を巡る議論の多いものだった。アメリカ植民地には人口の約5分の1の奴隷がいた。その大半は南部植民地に住んでおり、人口の40％に達していた。新憲法の下で奴隷制が許され存続するかが北部と南部の間の論点になり、南部の幾つかの邦は奴隷制が認められなければ合衆国に加入することを拒むとしていた。
奴隷制に関連して最も論争を生んだ問題点の1つは、奴隷の数が議会における代表数を決めるための人口の一部として数えられるか、あるいは代表を送れない資産と考えられるかという疑問だった。奴隷人口の多い邦からの代議員は代表数を決めるときは人間として考えるべきであるが、新しい政府が人口を基に邦に課税するならば資産と考えるべきと主張した。奴隷制が消滅あるいは消滅しようとしている邦からの代議員は奴隷が課税の根拠に含まれるべきであるが、代表数を決めるときは含まれるべきではないと主張した。
最終的に代議員のジェイムズ・ウィルソンが「5分の3妥協案」を提案した。結局この案が会議で採用された。
会議におけるもう1つの問題は、奴隷貿易に関するものだった。10の邦は既にそれを違法としていた。多くの代議員は熱烈にそれを非難したが、残りの3邦、ジョージア邦とノース及びサウスカロライナ邦は、もし奴隷貿易が禁止されるならば、会議の場から立ち去ると恫喝した。奴隷貿易は異論の多い性格のものであったため、この問題の決着は延期された。会議の代議員達は奴隷制に関わる論争のために、憲法が批准されないことを望まなかった。連邦議会は奴隷貿易を禁止する権限があったはずだが、実際には20年以上経った1808年に禁止した。

## 起案と署名
7月遅く、この会議は合意に達した事項に基づいて文書の草稿を作るために委員会を指名した。議論と調整に要した1ヶ月後、第二の委員会であるが様式および整頓委員会が出来て、委員長はガバヌーア・モリス、委員にハミルトン、ウィリアム・サミュエル・ジョンソン、ルーファス・キングおよびマディソンが参加して最終稿を作成し、9月17日に署名を求めて提出された。モリスは当時から現在に至るまで、感動的な序文を含め最終稿の主要な起草者と認められている。
代議員の全てが最終結果に満足した訳では無かった。ある者は署名の前に会議から離れ、残っていた者も3名は署名を拒んだ。バージニア邦のエドムンド・ランドルフとジョージ・メイソン、マサチューセッツ邦のエルブリッジ・ゲリーだった。ジョージ・メイソンは憲法を支持する条件として権利章典を要求した。権利章典は最終的に付け加えられることになり、この会議における最後の妥協と考えられている。幾つかの邦は憲法を批准するときにこれらの修正を具体的に求め、別の邦は権利章典が間もなく追加されるという理解で憲法を批准した。憲法に署名した39人の者もおそらくは誰一人として完全に満足した者はいなかった。その見解はベンジャミン・フランクリンが次のように巧みに要約した。